# Tall Sza’ir (Al-Hasaka)
Tall Sza’ir – wieś w Syrii, w muhafazie Al-Hasaka, w dystrykcie Al-Kamiszli. W 2004 roku liczyła 260 mieszkańców.